# Bräumühle
Bräumühle ist ein Gemeindeteil der Stadt Ellingen im Landkreis Weißenburg-Gunzenhausen (Mittelfranken, Bayern). Bräumühle liegt in der Gemarkung Ellingen.
Die Einöde und ehemalige Mühle hat drei Einwohner.

## Lage
Das Gehöft liegt zwischen Weißenburg und Ellingen unweit der Silbermühle und Lettenmühle nahe der Bundesstraße 2 an der Schwäbischen Rezat auf einer Höhe von 393 m ü. NHN. Nördlich mündet der Himmelreichgraben, unweit östlich der Felchbach.

## Baudenkmäler
Das zweigeschossige Walmdachbau Bräumühle 1 hat ein natursteinsichtiges Erdgeschoss mit Natursteingliederung. Das Gebäude wurde in der zweiten Hälfte des 18. Jahrhunderts erbaut. Die zum Haus gehörigen Scheunen sind aus dem 18. Jahrhundert, haben fachwerksichtige Giebel und bestehen aus Naturstein. Ein Teil der Scheunen wurde 2013 abgerissen. Die Gebäude wurden als Baudenkmal eingestuft.